# Alianza Democrática Unida (Zambia)
La Alianza Democrática Unida fue una coalición política de Zambia que reúne a los tres partidos liberales del país, que unificaron fuerzas para las elecciones legislativas de 2006. Dejó de existir dos años después por la falta de cohesión.
Cuando Hakainde Hichilema asumió el liderazgo del Partido Unido para el Desarrollo Nacional , tras la muerte de Anderson Mazoka, se planteó una campaña presidencial que logró unificar en un programa único a otras colectividades liberales: el Partido Unido de la Independencia Nacional (UNIP) y el Foro para la Democracia y el Desarrollo.
La candidatura presidencial conjunta logró un 25,3% de los votos, posicionándose en el tercer lugar. Mientras que en las elecciones legislativas obtuvieron 26 escaños, con el 17,3% de los sufragios.